# 西高辻家
西高辻家（にしたかつじけ）は、太宰府天満宮の社家。太宰府安楽寺天満宮別当家。

## 概要
菅原氏嫡流の堂上家である高辻家から分かれ、1868年（明治元年）に少納言高辻以長の四男・西高辻信厳（弘化3年9月20日（1846年11月8日） - 1899年（明治32年）1月29日）が立家した。
初代の信厳は筑前太宰府の延寿王院で出家し、1868年に還俗して、西高辻家を立てた。1882年（明治15年）に華族に列せられ、1884年（明治17年）に男爵に叙された。太宰府神社（太宰府天満宮）の宮司を務めた。以後、西高辻家が太宰府天満宮の社家として宮司職を世襲している。
4代当主の西高辻信良は1983年（昭和58年）に太宰府天満宮宮司に就任。2019年（平成31年）4月には信良の息子の西高辻信宏が第40代宮司に就任した。

## 歴代当主
1. 西高辻信厳（1846年 - 1899年)
2. 西高辻信稚（1877年 - 1952年)
3. 西高辻信貞（1920年 - 1987年)
4. 西高辻信良（1953年 - ）
5. 西高辻信宏（1980年 - ）